# La Notion de politique
La Notion de politique (en allemand : Der Begriff des Politischen) est un livre de Carl Schmitt,  philosophe et juriste allemand, publié pour la première fois en 1932. L'auteur y examine la nature fondamentale du « politique » et sa place dans le monde moderne.
La Notion de politique a été publié dans les derniers jours de l'Allemagne de Weimar. Schmitt a rejoint le parti nazi en 1933 soit un an après sa publication,,.

## Résumé
Pour Schmitt, le politique peut être réduit à la distinction existentielle entre ami et ennemi. Cette distinction est causée par la diversité humaine : les identités, les pratiques, les croyances et les modes de vie peuvent, en principe, être en conflit les uns avec les autres.
Schmitt s'attaque aux notions « libérales-neutralistes » et « utopiques » selon lesquelles la politique peut être débarrassée de toute énergie guerrière et agonistique. Il argue que le conflit est ancré dans l'existence même et qu'elle constitue un trait indéracinable de la nature humaine. Le juriste tente d'étayer ses idées en se référant au pessimisme anthropologique affiché de la théologie catholique « réaliste ». Le pessimisme anti-perfectibiliste de la théologie catholique traditionnelle est, selon Schmitt, ésotériquement pertinent pour l'être ontologique profond de la politique et de l'activité politique dans le monde contemporain, l'homme moderne sécularisant inconsciemment les idées et préoccupations intellectuelles théologiques. Schmitt critique les « radicaux » politiques, les qualifiant d'ignorants, d'illusionnés, de pseudo-messianiques et d'inconscients de la connaissance crue et concrète de la nature humaine dévoilée, son esse, inscrite dans la théologie antique, où le péché originel occupait une place centrale et axiale, entremêlant ses propres idées de métapolitique à une « métaphysique du mal » reformulée. 